# 錢帕拉山
錢帕拉山（Champara）是秘魯的山峰，位於該國北部安卡什大區，屬於安第斯山脈中布蘭卡山脈的一部分，海拔高度約5,750米。